# Rushford (Minnesota)
Rushford es una ciudad ubicada en el condado de Fillmore en el estado estadounidense de Minnesota. En el Censo de 2010 tenía una población de 1731 habitantes y una densidad poblacional de 384,99 personas por km².

## Geografía
Rushford se encuentra ubicada en las coordenadas 43°48′48″N 91°45′14″O / 43.81333, -91.75389. Según la Oficina del Censo de los Estados Unidos, Rushford tiene una superficie total de 4.5 km², de la cual 4.43 km² corresponden a tierra firme y (1.38%) 0.06 km² es agua.

## Demografía
Según el censo de 2010, había 1731 personas residiendo en Rushford. La densidad de población era de 384,99 hab./km². De los 1731 habitantes, Rushford estaba compuesto por el 98.73% blancos, el 0% eran afroamericanos, el 0.06% eran amerindios, el 0.29% eran asiáticos, el 0% eran isleños del Pacífico, el 0.23% eran de otras razas y el 0.69% pertenecían a dos o más razas. Del total de la población el 0.81% eran hispanos o latinos de cualquier raza.